# Ali Lemghaifry
Ali Lemghaifry (Nouakchott, 1975. január 1. –) mauritániai nemzetközi  labdarúgó-játékvezető.

## Pályafutása

### Nemzeti játékvezetés
Játékvezetésből Nouakchottban vizsgázott. A Nouakchotti labdarúgó-szövetség által üzemeltetett labdarúgó bajnokságokban kezdte sportszolgálatát. A Mauritániai Labdarúgó-szövetség (ENFF) Játékvezető Bizottságának (JB) minősítésével a Ligue 1 játékvezetője.

### Nemzetközi játékvezetés
A Mauritániai labdarúgó-szövetség JB terjesztette fel nemzetközi játékvezetőnek, a Nemzetközi Labdarúgó-szövetség (FIFA) 2005-től tartotta nyilván bírói keretében. A FIFA JB központi nyelvei közül az angolt, a spanyolt és a franciát beszéli. Több nemzetek közötti válogatott, valamint CAF Konföderációs kupa és CAF-bajnokok ligája klubmérkőzést vezetett, vagy működő társának partbíróként segített. 2015-ben nem szerepelt a FIFA JB nyilvántartásában.

#### Labdarúgó-világbajnokság
A 2014-es labdarúgó-világbajnokságon a FIFA JB játékvezetőként alkalmazta. Selejtező mérkőzéseket a CAF zónában irányított.

##### 2014-es labdarúgó-világbajnokság
| Időpont          | Helyszín                            | Mérkőzés típusa           | Mérkőzés       | Eredmény | Nézők száma |
| ---------------- | ----------------------------------- | ------------------------- | -------------- | -------- | ----------- |
| 2012. június 10. | Antoinette Tubman Stadion, Monrovia | előselejtező (J. csoport) | Libéria–Angola | 0 – 0    | 15 000      |
| 2013. június 8.  | Levy Mwanawasa Stadion, Ndola       | előselejtező (D. csoport) | Zambia–Lesotho | 4 – 0    | 36 000      |

##### 2018-as labdarúgó-világbajnokság
| Időpont            | Helyszín                    | Mérkőzés típusa       | Mérkőzés      | Eredmény |
| ------------------ | --------------------------- | --------------------- | ------------- | -------- |
| 2015. november 17. | Március 26. Stadion, Bamako | előselejtező (2. kör) | Mali–Botswana | 2 – 0    |

#### Afrikai nemzetek kupája
A 2012-es afrikai nemzetek kupája, a 2013-as afrikai nemzetek kupája és a 2015-ös afrikai nemzetek kupája labdarúgó tornán a CAF JB bíróként alkalmazta.

##### 2012-es afrikai nemzetek kupája

###### Selejtező mérkőzés
| Időpont             | Helyszín                       | Mérkőzés típusa           | Mérkőzés                                            | Eredmény | Nézők száma |
| ------------------- | ------------------------------ | ------------------------- | --------------------------------------------------- | -------- | ----------- |
| 2010. október 10.   | Nemzeti Stadion, Freetown      | előselejtező (G. csoport) | Sierra Leone–Dél-afrikai Köztársaság                | 0 – 0    |             |
| 2011. március 26.   | Várzea Stadion, Praia          | előselejtező (A. csoport) | Zöld-foki Köztársaság–Libériai labdarúgó-válogatott | 4 – 2    |             |
| 2011. szeptember 3. | Nemzeti Stadion, Dar es-Salaam | előselejtező (D. csoport) | Tanzánia–Algéria                                    | 1 – 1    |             |
| 2011. október 8.    | Várzea Stadion, Praia          | előselejtező (A. csoport) | Cape Verde-i labdarúgó-válogatott–Zimbabwe          | 2 – 1    |             |

###### Afrikai Nemzetek Kupája mérkőzés
| Időpont          | Helyszín              | Mérkőzés típusa              | Mérkőzés                            | Eredmény | Nézők száma |
| ---------------- | --------------------- | ---------------------------- | ----------------------------------- | -------- | ----------- |
| 2012. január 26. | Nuevo Stadion, Malabo | csoportmérkőzés (B. csoport) | Szudán–Angólai labdarúgó-válogatott | 2 – 2    | 2500        |

##### 2013-as afrikai nemzetek kupája
| Időpont           | Helyszín                               | Mérkőzés típusa       | Mérkőzés                                                 | Eredmény |
| ----------------- | -------------------------------------- | --------------------- | -------------------------------------------------------- | -------- |
| 2012. június 168. | Nemzeti Stadion, Freetown              | előselejtező (2. kör) | Sierra Leone-i labdarúgó-válogatott–São Tomé és Príncipe | 1 – 0    |
| 2012. október 13. | Mustapha Ben Jannet Stadion, Monasztir | előselejtező (3. kör) | Tunézia– Sierra Leone-i labdarúgó-válogatott             | 0 – 0    |

##### 2015-ös afrikai nemzetek kupája
| Időpont          | Helyszín                | Mérkőzés típusa              | Mérkőzés                                   | Eredmény | Nézők száma |
| ---------------- | ----------------------- | ---------------------------- | ------------------------------------------ | -------- | ----------- |
| 2015. január 23. | Városi Stadion, Mongomo | csoportmérkőzés (C. csoport) | Dél-afrikai labdarúgó-válogatott–Szenegáli | 1 – 1    | 13 674      |

#### Afrikai Nemzetek-bajnoksága

##### 2011-es afrikai nemzetek-bajnoksága
| Időpont          | Helyszín               | Mérkőzés típusa              | Mérkőzés                            | Eredmény |
| ---------------- | ---------------------- | ---------------------------- | ----------------------------------- | -------- |
| 2011. február 8. | Városi Stadion, Kartúm | csoportmérkőzés (A. csoport) | Gabon–Algériai labdarúgó-válogatott | 2 – 2    |

##### 2014-es afrikai nemzetek-bajnoksága
| Időpont          | Helyszín                         | Mérkőzés típusa              | Mérkőzés                              | Eredmény | Nézők száma |
| ---------------- | -------------------------------- | ---------------------------- | ------------------------------------- | -------- | ----------- |
| 2014. január 12. | Athlone Stadion, Fokváros        | csoportmérkőzés (B. csoport) | Uganda–Burkina Faso                   | 2 – 1    | 2000        |
| 2014. január 26. | Free State Stadion, Bloemfontein | egyik negyeddöntő            | Ghána–Kongói Demokratikus Köztársaság | 1 – 0    | 12 000      |